# NPSLE
NPSLE(エヌピーエスエルイー、英：neuropsychiatric systemic lupus erythematosus)または中枢神経ループス(ちゅうすうしんけいループス、英：central nervous system lupus;CNS lupus)とは、全身性エリテマトーデス(SLE)に由来する神経学的・精神医学的症状。 SLEは、免疫系が自身の細胞・組織を攻撃し、さまざまな臓器に影響しうる疾患である。 SLE患者の半数以上で神経精神医学的関与が生じていると推定されている 。

## 分類
アメリカリウマチ学会(American College of Rheumatology;ACR)は、中枢神経系障害・末梢神経系障害といったNPSLEで見られる19の症候群について概説している 。
| 中枢神経系 - 無菌性髄膜炎 - 脳血管障害 - 脱髄疾患 - 頭痛 - 運動障害 - ミエロパチー - てんかん - せん妄 - 不安障害 - 認知障害 - 気分障害 - 精神病 | 末梢神経系 - 脱髄型ギラン・バレー症候群(AIDP) - 自律神経不全 - 単神経障害・多発性単神経障害 - 重症筋無力症 - 脳神経のニューロパチー - 腕神経叢・腰神経叢障害 - 多発性神経炎 |

これらはそれぞれSLEの有無にかかわらず発生しうる独立した疾患でもある。
症例の多くは脳と脊髄からなる中枢神経系（CNS）に関係し 、最も一般的なCNS症候群は頭痛と気分障害である 。
NPSLEは時折「CNSループス」と呼ばれるが、末梢神経系にも影響しうる。 NPSLE患者の10〜15％で末梢神経への影響が見られ 、単神経障害・多発性神経障害が最も一般的である 。

### その他の症候群
ACR分類にない神経学的症候群として、視神経脊髄炎・可逆性後頭葉白質脳症・小径線維ニューロパチー（small fiber neuropathy：SFN） 、ランバート・イートン筋無力症候群 などもNPSLE症状と見なされることがある。

## 病因
NPSLEの根底としてはいくつかのメカニズムが考えられており、症候群の一部は血管障害・自己抗体・炎症などの由来が予想されている。
NPSLE患者では中枢神経系を保護する血液脳関門が損なわれており、自己抗体が中枢神経系に浸潤し損傷させられる状態にある、ということが知られている 。

## 診断
NPSLEの診断においては、神経精神症状が実際にSLEによって引き起こされているかどうか・それらが別の合併症を構成しているかどうか・それらが疾患治療の副作用であるかどうかを判断する必要がある。また、神経精神症状はSLEの診断以前に生じることもある 。統一された診断基準がないため、NPSLEに関する統計は大きく異なっている 。
診断にあたっては、MRI・電気生理学的検査・精神医学的評価・自己抗体検査などが有用である 。

## 治療
状態管理はSLEのない患者と同様である。治療は根本的な原因によって異なり、免疫抑制剤・抗凝固剤・対症療法などがなされる 。